# Proclossiana caelestis
Proclossiana caelestis är en fjärilsart som beskrevs av Arthur Francis Hemming 1933. Proclossiana caelestis ingår i släktet Proclossiana och familjen praktfjärilar. Inga underarter finns listade i Catalogue of Life.